# Saint-Sixte (Lot y Garona)
 Saint-Sixte  es una población y comuna francesa, en la región de Aquitania, departamento de Lot y Garona, en el distrito de Agen y cantón de Astaffort.

## Demografía
| 303 | 264 | 249 | 260 | 255 | 282 |
| Para los censos de 1962 a 1999 la población legal corresponde a la población sin duplicidades (Fuente: INSEE [Consultar]) |     |     |     |     |     |